# Sergio Leone

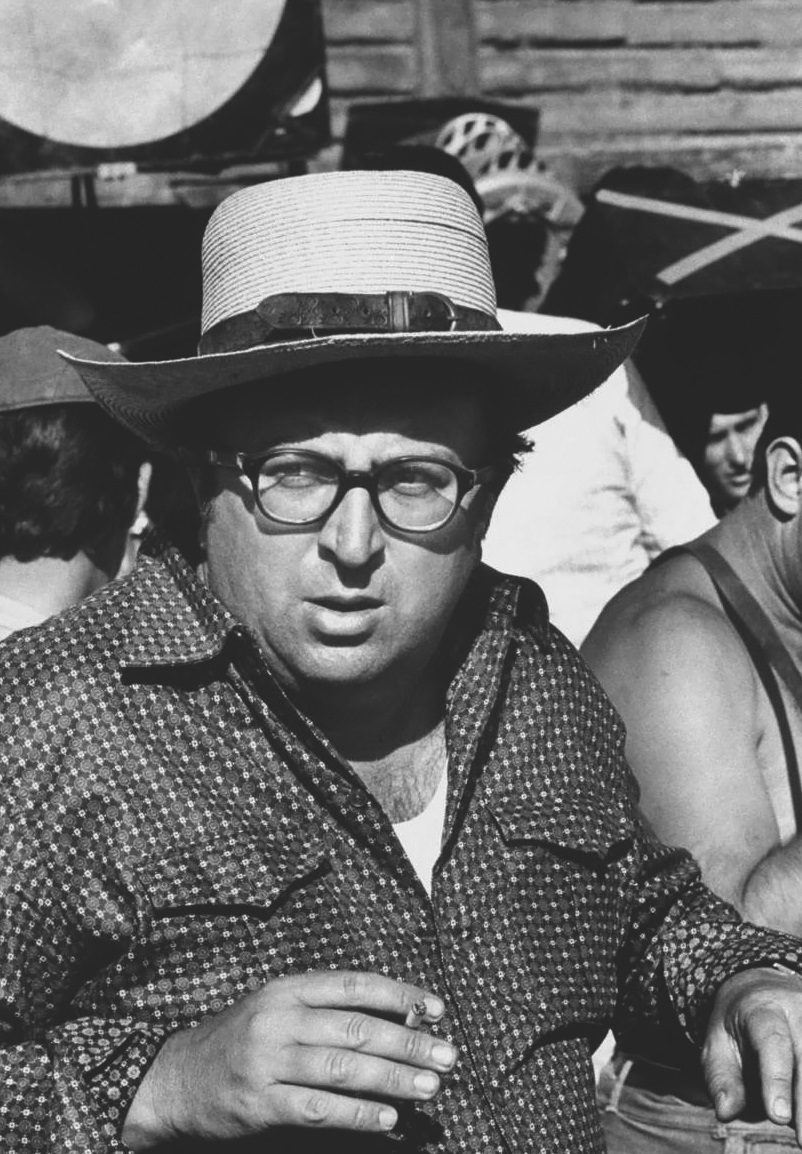
Sergio Leone (1975)

Sergio Leone (3. ledna 1929, Řím, Itálie – 30. dubna 1989, Řím) byl italský filmový režisér a scenárista.

## Biografie
Šlo o syna Roberta Robertiho neboli Vincenza Leone, průkopníka kinematografie v Itálii, a filmové divy Bice Waleranové. Studoval práva, ale univerzitu opustil, aby si mohl začít budovat vlastní kariéru ve filmovém průmyslu. Ještě jako teenager pracoval jako pomocný režisér amerických a italských štábů. Většinou se jednalo o průměrné epické snímky z doby římského impéria. Vyzkoušel si i profesi scenáristy, herce a střihače, například u Williama Wylera. Jeho první sólovou tvůrčí příležitostí se stal pseudohistorický film Poslední dny Pompejí (1959), práci režiséra převzal po ze zdravotních důvodů odvolaném Mariu Bonnardovi, jemuž mimo jiné dlouho asistoval.
Zlom v jeho kariéře nastal v roce 1964, kdy ve španělských exteriérech natočil první díl pozdější trilogie, film Pro hrst dolarů (A Fistful of Dollars). Jednalo se v podstatě o remake filmu Jódžinbó (1961) Akiry Kurosawy. Diváky si okamžitě získal netradičním přístupem k žánru westernu, cynickým hlavním hrdinou pohrdajícím skutečnými hodnotami, sugestivním prostředím a novým přístupem k žánrovým klišé. Pro Clinta Eastwooda, do té doby druhořadého herce, znamenal tento film zlom v jeho kariéře. Stejně přelomový byl tento film i pro kariéru skladatele Ennia Morriconeho. Následovaly snímky Pro pár dolarů navíc (For a Few Dollars More, 1965) a Hodný, zlý a ošklivý (The Good, the Bad and the Ugly, 1966).
V roce 1968 mu americká filmová společnost Paramount nabídla možnost točit v USA. Vznikla tak jeho nová „americká“ trilogie, jejímž prvním dílem je slavný western Tenkrát na Západě. Podařilo se mu zde dát dohromady Charlese Bronsona a Henryho Fondu, které si přál pro hlavní roli v Pro hrst dolarů. Americkou historií, která byla důležitým dějovým činitelem už v Hodný, zlý a ošklivý, se zabývají další dva filmy: Hlavu dolů krvavou mexickou buržoazní revolucí a Tenkrát v Americe osudy židovských gangsterů v době prohibice. Leone sám nikdy anglicky nemluvil (například ale francouzsky uměl plynně), při režírování si nechal překládat.
Na rok 1989 chystal film Leningrad. Mělo jít o líčení blokády Leningradu. Mělo se jednat o koprodukci se Sovětským svazem a hlavní roli si měl zahrát Robert De Niro. Všechny plány na projekt za 100 milionů dolarů ale zhatila jeho těžká nemoc. Zemřel v rodném Římě na srdeční infarkt dva dny před podepsáním kontraktu.
Jeho manželkou byla Carla Leone, se kterou měl dvě dcery, Francescu a Raffaellu. Jeho celoživotním snem bylo přetočit Sever a Jih a stal se oblíbencem Quentina Tarantina.

## Dílo
Jedním z typických znaků jeho děl je hudební téma doprovázející každou hlavní postavu, rychlá akce po dlouhém tichu a stejně rychle a realisticky zobrazené násilí. Mezi jeho téměř stálé spolupracovníky patřili hudební skladatel a bývalý spolužák Ennio Morricone, kameraman Tonino Delli Colli, střihač Nino Baragli a scenáristická dvojice Luciano Vincenzoni a Sergio Donati.
- Poslední dny Pompejí (1959)
- Rhodský kolos (1961)
- Avanti la musica (1962)
- Sodoma a Gomora (1962)
- Pro hrst dolarů/Pro pár dolarů (Per un pugno di dollari, 1964)
- Pro pár dolarů navíc (Per qualche dollaro in piú, 1965)
- Hodný, zlý a ošklivý (Il buono, il brutto, il cattivo, 1966)
- Tenkrát na Západě (C'era una volta il West, 1968)
- Hlavu dolů (1971), James Coburn a Rod Steiger společně vykrádají banku, film stylem mezi Tenkrát na západě a Hodný, zlý a ošklivý, pro který Leone odmítl režii Kmotra.
- Mé jméno je Nikdo (1973), zkušeného pistolníka Henryho Fondu už nebaví být ustavičně ve střehu a dokazovat svou rychlost. Chce odcestovat do vysněné Evropy. Do cesty se mu však postaví vynikající pistolník, který si říká Nikdo (Terence Hill).
- Chytrák a dva společníci (Un genio, due compari, un pollo, 1975)
- Tenkrát v Americe (C'era una volta in America, 1984)